# Timotei
Timotei è un marchio di shampoo nordeuropeo di proprietà della società olandese-britannica Unilever. La parola Timotei deriva dal nome finlandese di una pianta selvatica chiamata appunto timotei (Phleum pratense). Lo shampoo Timotei è stato lanciato sul mercato in Svezia negli anni settanta, ed introdotto sul mercato internazionale a metà degli anni ottanta, benché in alcune nazione avevano già venduto il marchio per un breve periodo. Lo slogan con cui fu lanciato il prodotto era "So mild you can wash your hair as often as you like".
Il marchio Timotei viene citato nel sesto episodio dell'anime Lucky Star, dal personaggio di Konata che ne imita lo spot televisivo.